# Ljubičasti mliječ
Ljubičasti mliječ (planinski mliječ, lat. Cicerbita alpina), trajnica raširena po velikim dijelovima Europe (uključujući i Hrvatsku - Gorski kotar, Velebit). Pripada rodu mliječi, i porodici glavočika.
Stabljika je uspravna i šuplja, visoka od 50 do 150 cm, podanak valjkast, listovi naizmjenični, cvjetovi dvospolni. Rebrasti plodovi, dugi do 5 mm, imaju papus. kada se zareže luči mliječni sok neugodna mirisa.
Mladi listovi i podanak su jestivi, nekada je biljka korištena i u narodnoj medicini, djeluje diuretično i kao antiflogistik.
- C. alpina
- C. alpina
- C. alpina
- C. alpina

## Sinonimi
- Agathyrsus alpinus D.Don
- Agathyrsus caeruleus D.Don
- Agathyrsus leucophaeus Beck
- Cicerbita borealis Wallr.
- Cicerbita leucophaea Wallr.
- Galathenium multiflorum Nutt.
- Garacium alpinum Gren. & Godr.
- Hieracium mulgedium E.H.L.Krause
- Lactuca alpina (L.) A.Gray
- Lactuca leucophaea A.Gray
- Lactuca spicata Kuntze
- Mulgedium alpinum Less.
- Mulgedium leucophaeum DC.
- Mulgedium multiflorum DC.
- Picridium alpinum Philippe
- Sonchus alpestris Clairv.
- Sonchus alpinus L.
- Sonchus caeruleus Sm.
- Sonchus canadensis L.
- Sonchus leucophaeus Willd.
- Sonchus montanus Lam.
- Sonchus multiflorus Desf.
- Sonchus racemosus Lam.
- Soyeria alpina Gren. & Godr.

## Vanjske poveznice
- PFAF database Cicerbita alpina